# Cabo Verde nos Jogos Olímpicos de Verão de 2016
Cabo Verde é uma das nações participantes nos Jogos Olímpicos de 2016 no Rio de Janeiro (Brasil), entre 5 e 21 de Agosto. Vai ser a maior comitiva de sempre do país.

## Atletismo
Dois atletas de Cabo Verde (um masculino e uma feminina) conseguiram os mínimos de qualificação e vão participar nos Jogos.
Legenda
- Nota – As classificações das provas de pista são apenas dentro da manga em que o atleta competiu
- Q = Qualificado para a ronda seguinte
- q = Qualificado em repescagens ou, noas provas de pista, através da posição sem alcançar a marca para a qualificação
- RN = Recorde nacional
- N/A = Ronda não existente nessa prova
- Ise = Atleta isento de competir nessa ronda

Masculino
Pista e estrada
| Atleta         | Prova           | Heat      | Heat          | Semifinal | Semifinal     | Final     | Final         |
| Atleta         | Prova           | Resultado | Classificação | Resultado | Classificação | Resultado | Classificação |
| -------------- | --------------- | --------- | ------------- | --------- | ------------- | --------- | ------------- |
| Jordin Andrade | 400 m barreiras |           |               |           |               |           |               |

Feminino
Pista e estrada
| Atleta        | Prova | Heat      | Heat          | Quarterfinal | Quarterfinal  | Semifinal | Semifinal     | Final     | Final         |
| Atleta        | Prova | Resultado | Classificação | Resultado    | Classificação | Resultado | Classificação | Resultado | Classificação |
| ------------- | ----- | --------- | ------------- | ------------ | ------------- | --------- | ------------- | --------- | ------------- |
| Lidiane Lopes | 100 m |           |               |              |               |           |               |           |               |

## Boxe
Pela segunda vez na sua história, Cabe Verde conseguiu enviar um lutador de boxe por mérito próprio aos Jogos Olímpicos. É Davilson Morais graças ao Bronze no Campeonato Africano de 2016 e também à vaga rejeitada pela Tunísia para Aymen Trabelsi.
Masculino
| Atleta          | Prova            | 16avos-de-final    | 8avos-de-final       | Quartos-de-final     | Meias-finais         | Final                | Final         |
| Atleta          | Prova            | Oposição Resultado | Adversário Resultado | Adversário Resultado | Adversário Resultado | Adversário Resultado | Classificação |
| --------------- | ---------------- | ------------------ | -------------------- | -------------------- | -------------------- | -------------------- | ------------- |
| Davilson Morais | Peso superpesado | Ise                | GBR Joyce            |                      |                      |                      |               |

## Ginástica

### Rítmica
Um convite no âmbito da Solidariedade Olímpica (Comissão Tripartida) permite a Cabo Verde ter uma participante na ginástica pela terceira vez na história, depois de 2004 e 2008).
| Atleta      | Prova      | Qualificação | Qualificação | Qualificação | Qualificação | Qualificação | Qualificação  | Final | Final | Final | Final | Final | Final         |
| Atleta      | Prova      | Arco         | Bola         | Maças        | Fita         | Total        | Classificação | Arco  | Bola  | Maças | Fita  | Total | Classificação |
| ----------- | ---------- | ------------ | ------------ | ------------ | ------------ | ------------ | ------------- | ----- | ----- | ----- | ----- | ----- | ------------- |
| Elyane Boal | Individual |              |              |              |              |              |               |       |       |       |       |       |               |

## Taekwondo
Maria "Zezinha" Andrade foi a única atleta cabo-verdiana a qualificar-se para as Olimpíadas no taekwondo, depois de ser medalha de prata na categoria 49 kg no Torneio de Qualificação em Agadir, Marrocos.
| Atleta        | Prova           | 8avos-de-final       | Quartos-de-final     | Semi-finais          | Repescagem           | Bronze Medal         | Final                | Final         |
| Atleta        | Prova           | Adversário Resultado | Adversário Resultado | Adversário Resultado | Adversário Resultado | Adversário Resultado | Adversário Resultado | Classificação |
| ------------- | --------------- | -------------------- | -------------------- | -------------------- | -------------------- | -------------------- | -------------------- | ------------- |
| Maria Andrade | −49 kg feminino |                      |                      |                      |                      |                      |                      |               |